# راتبة حسناوي
راتبة حسناوي (من مواليد 4 مارس 1987) هي لاعبة كرة يد جزائرية. كانت جزءًا من منتخب الجزائر لكرة اليد للسيدات.